# Лапи (Пољска)
Лапи (пољ. Łapy) град је у Пољској у Војводству подласком. По подацима из 2012. године број становника у месту је био 16 124.

## Становништво
| 2012.  |
| ------ |
| 16 124 |